# Fredrik Vilhelm Thorsson
Fredrik Vilhelm Thorsson, född 30 maj 1865 i Stora Köpinge socken, Malmöhus län, död 5 maj 1925 i Ystads församling, Malmöhus län, var en svensk politiker (socialdemokrat) och skomakare. Han var finansminister 1918–1920, 1921–1923 och 1924–1925 samt handelsminister 1920.

## Biografi
Fredrik Vilhelm Thorsson var son till skomakaren Nils Viktor Thorsson och Amalia Charlotta Pihlström. Vid nio års ålder blev han föräldralös och omhändertogs av sockenmännen och såld på barnauktion. Att han skulle gå i faderns fotspår och läras upp till skomakare var självklart. Sin gesällvandring företog han bland annat i Köpenhamn då han fått gesällbrev i Ystad. Som skomakare var han verksam i Stockholm, Uppsala och Sundsvall. I samband med detta började han agitera för förbättrade villkor för arbetarna. Då han blev känd som en förgrundsgestalt för de skånska socialisterna blev han bojkottad av flera arbetsgivare och återvände till hemstaden Ystad, där han öppnade en skomakarverkstad tillsammans med kompanjonen Anders Nordstrand.

### Politisk karriär
1889 blev Thorsson anställd av södra socialdemokratiska partistyrelsen som agitator, och visade sig ha talang för detta varför han fick fler och större uppdrag. En seger var när han agiterade mot C.G. Ekman 1897 och vann fackföreningarna åt socialdemokratin.
Thorsson blev invald i andra kammaren 1902 och betraktades som den mest radikala av socialdemokraterna. I riksdagen vann han ensam mot statsutskottet i en fråga om utförsäljning av statliga egendomar. 1909 blev han medlem av statsutskottet under Karl Staaff med placering inom försvaret, och utsågs dessutom till vice ordförande i riksdagens förtroenderåd. I motsats till andra vänsterpolitiker i gruppen var han försvarsvänlig. 1910–1917 var han ledamot av statsutskottet där han uppmärksammades för sitt stora intresse och sin arbetsamhet. Vid 1914 års andra riksdag blev han riksbanksfullmäktig och omvaldes 1917. 1918 blev han finansminister i Nils Edéns regering då Hjalmar Branting avgått. Han genomförde då en budgetreform och utarbetade förslag till kommunalskattereformer. 
I mars 1920 upplöstes koalitionsregeringen då Thorsson inte kunde enas med liberalerna om kommunalskatterna, och Thorsson blev i stället finansminister i den andra av Brantings regeringar året därpå, med ett mellanspel som det nyöppnade Handelsdepartementets förste chef. Med ett avbrott, då han ersattes av Jacob Beskow, förblev han sedan finansminister till Brantings frånfälle i februari 1925, då han enligt vissa källor valdes till partiordförande. Han hann dock inte tillträda eller erkännas av partistyrelsen innan han insjuknade och dog på Ystads lasarett i maj samma år. Dessa uppgifter återfinns dock inte i Ernst Wigforss memoarer, där det bara står att Thorsson bestämt menade att Sandler var den lämpligaste kandidaten till partiordförande, detta efter att det framkommit att Thorsson måste läggas in för operation. Thorsson efterträddes som finansminister av Ernst Wigforss, samtidigt som Per-Albin Hansson blev partiordförande och Rickard Sandler statsminister.

## Eftermäle
Fredrik Ström skrev en presentation över Thorsson i den lilla volymen Skomakaren, som blev kungens skattmästare, som trycktes året efter Ströms bortgång. I Ystad uppfördes en byst av Thorsson 1915 i Surbrunnsparken, skulpterad av konstnären Sven Anderson.

## Galleri

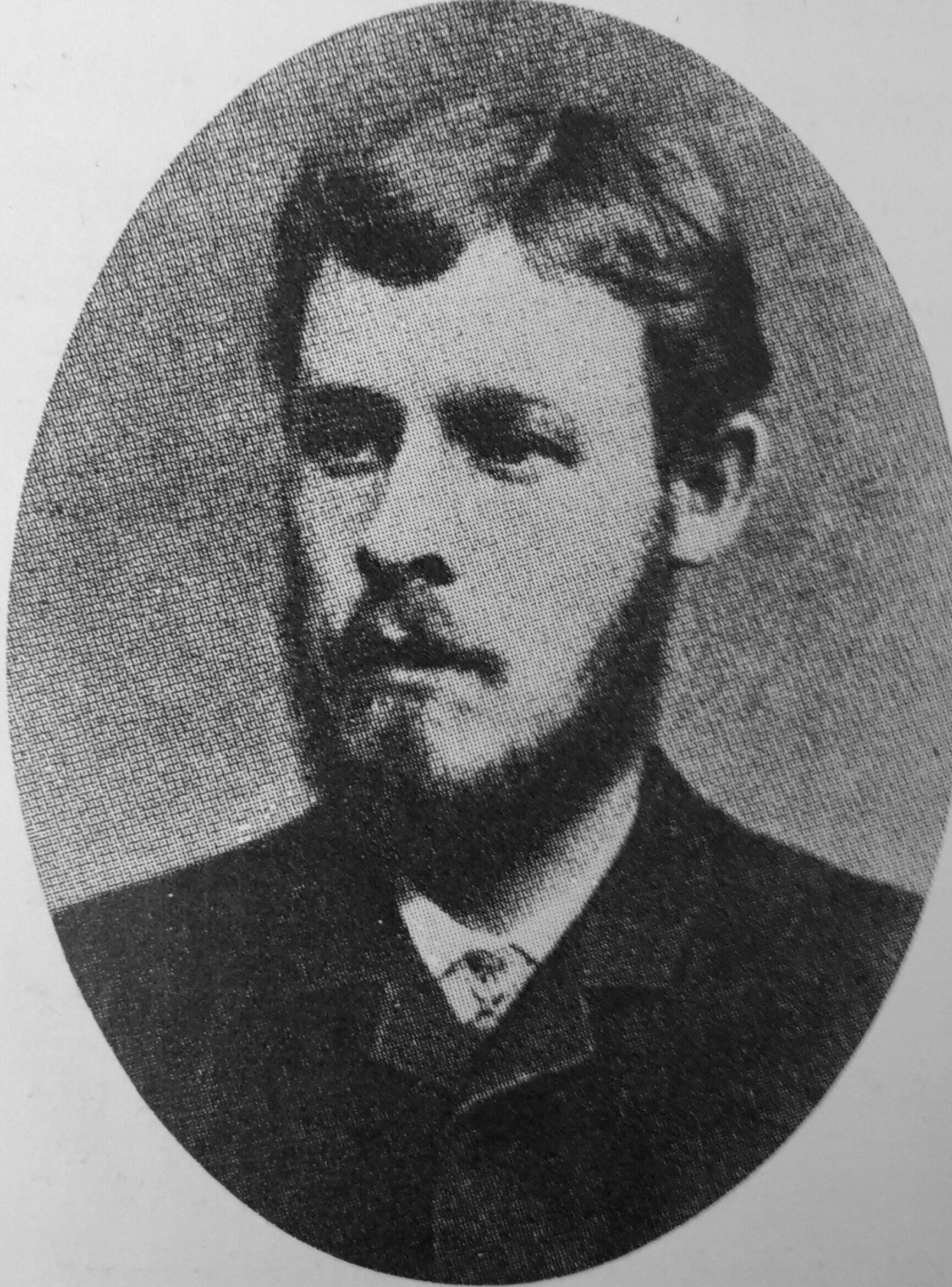
Ungdomsporträtt av F.V. Thorsson.
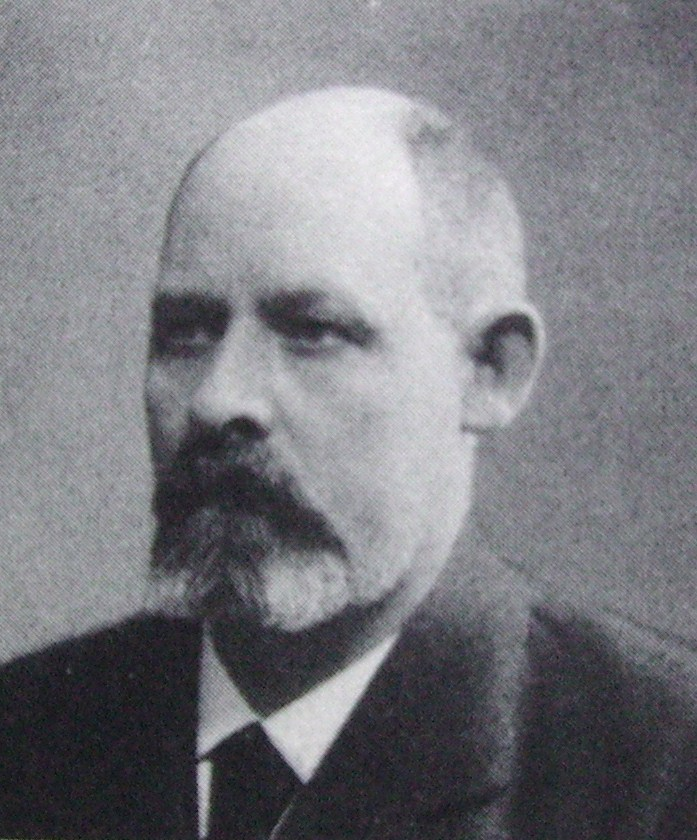
F.V. Thorsson.
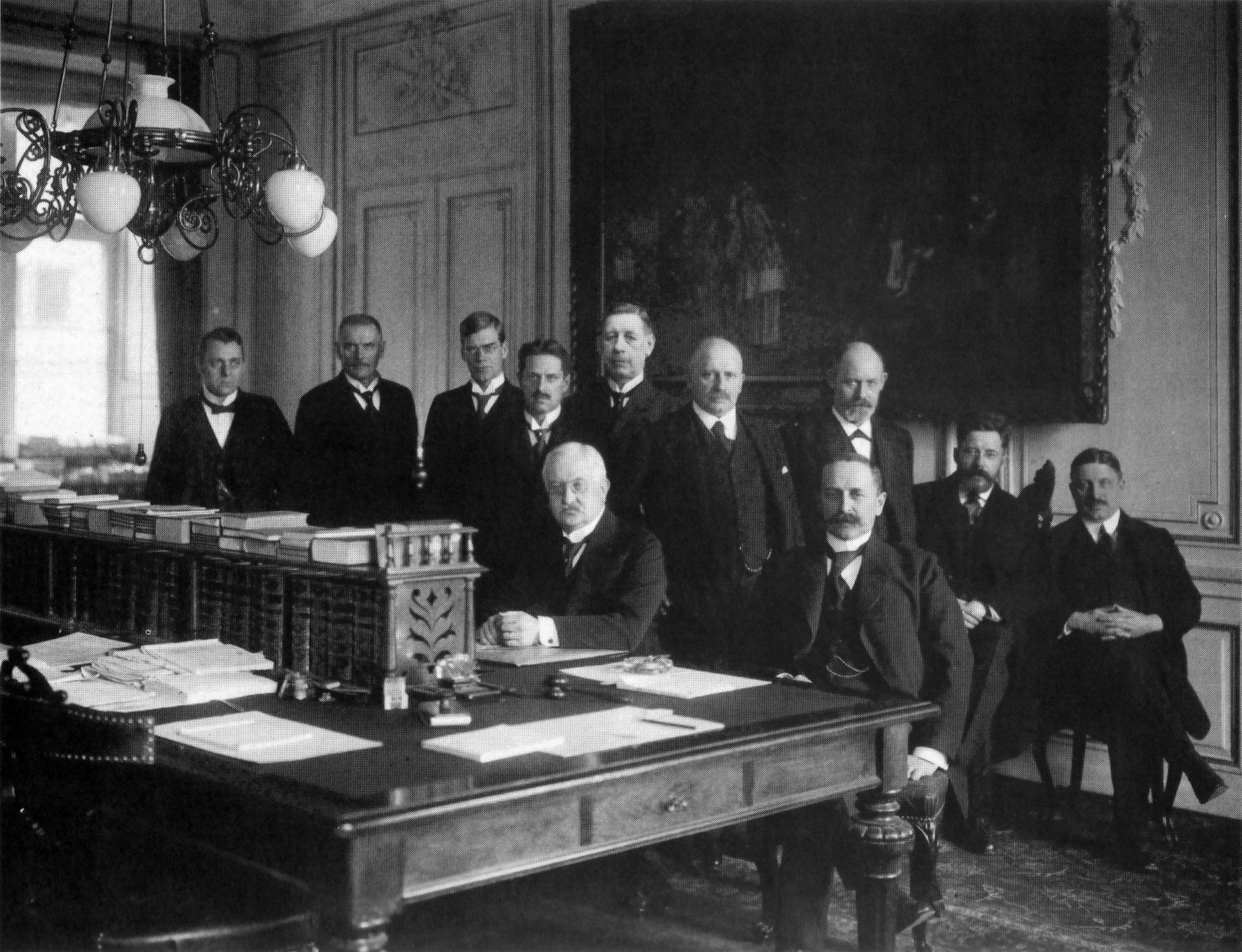
Nils Edéns regering, 1918/1919. Thorsson står som tredje man från höger.
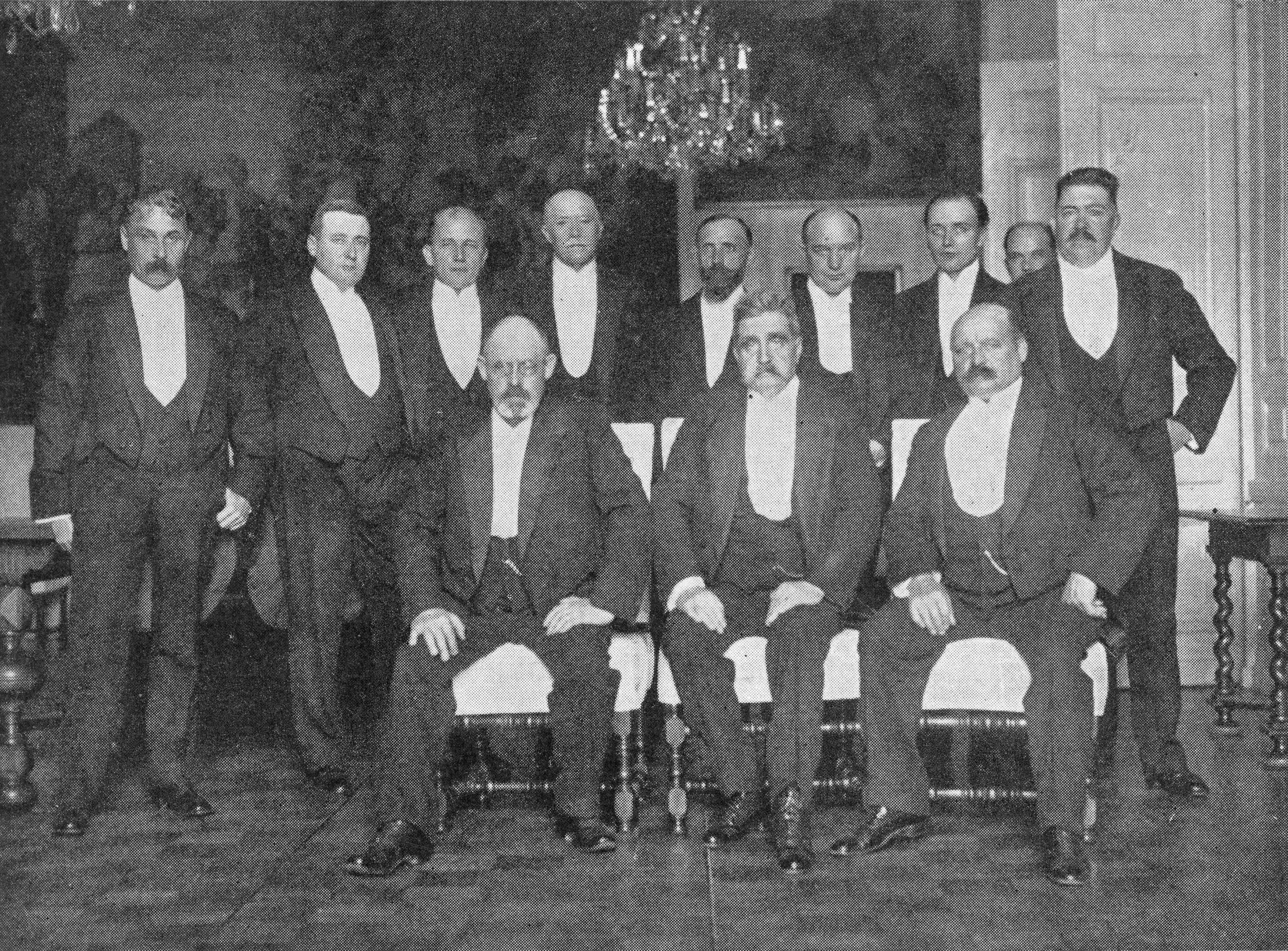
Hjalmar Brantings första regering, 1920. Thorsson sittandes till vänster.
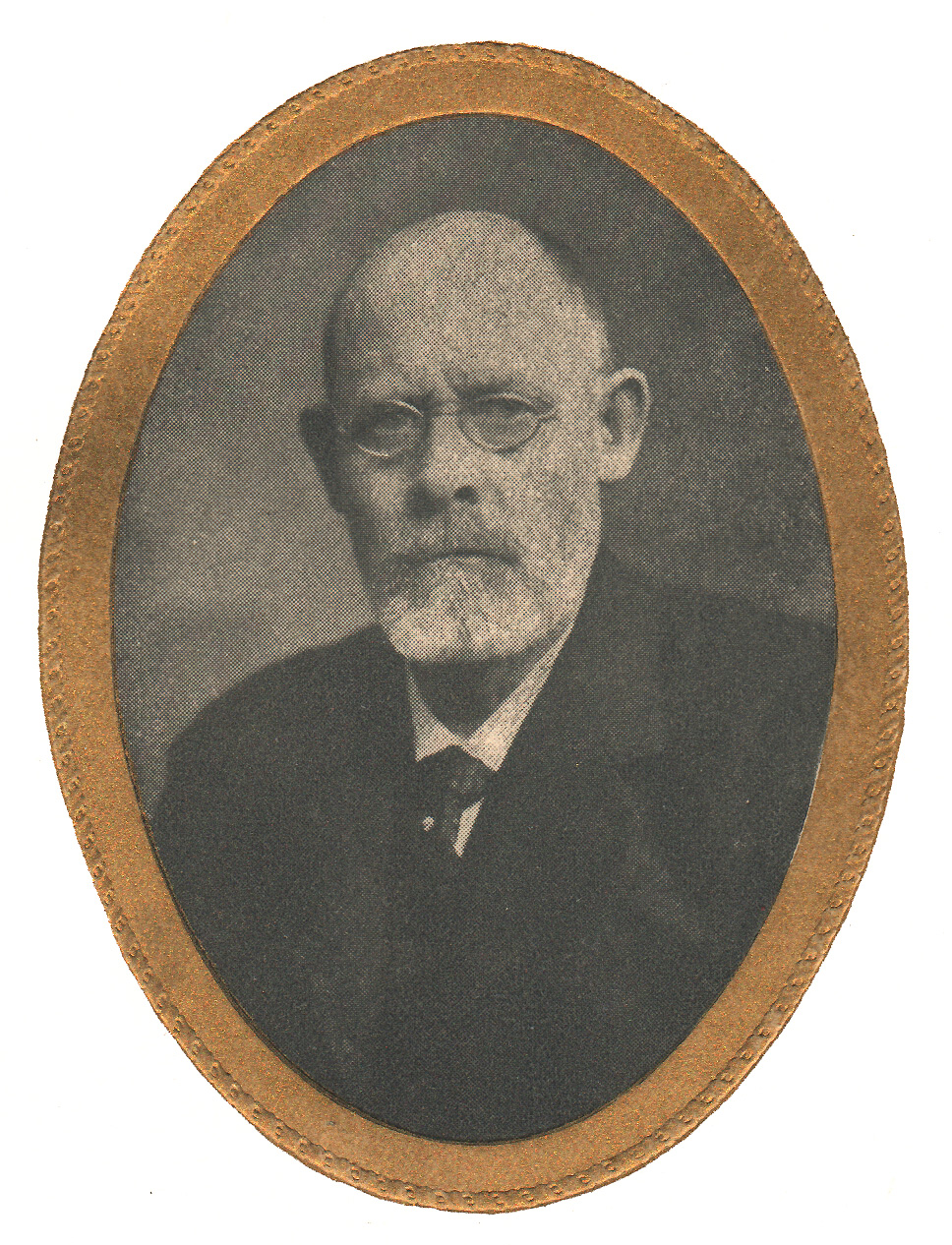
En äldre F.V. Thorsson.
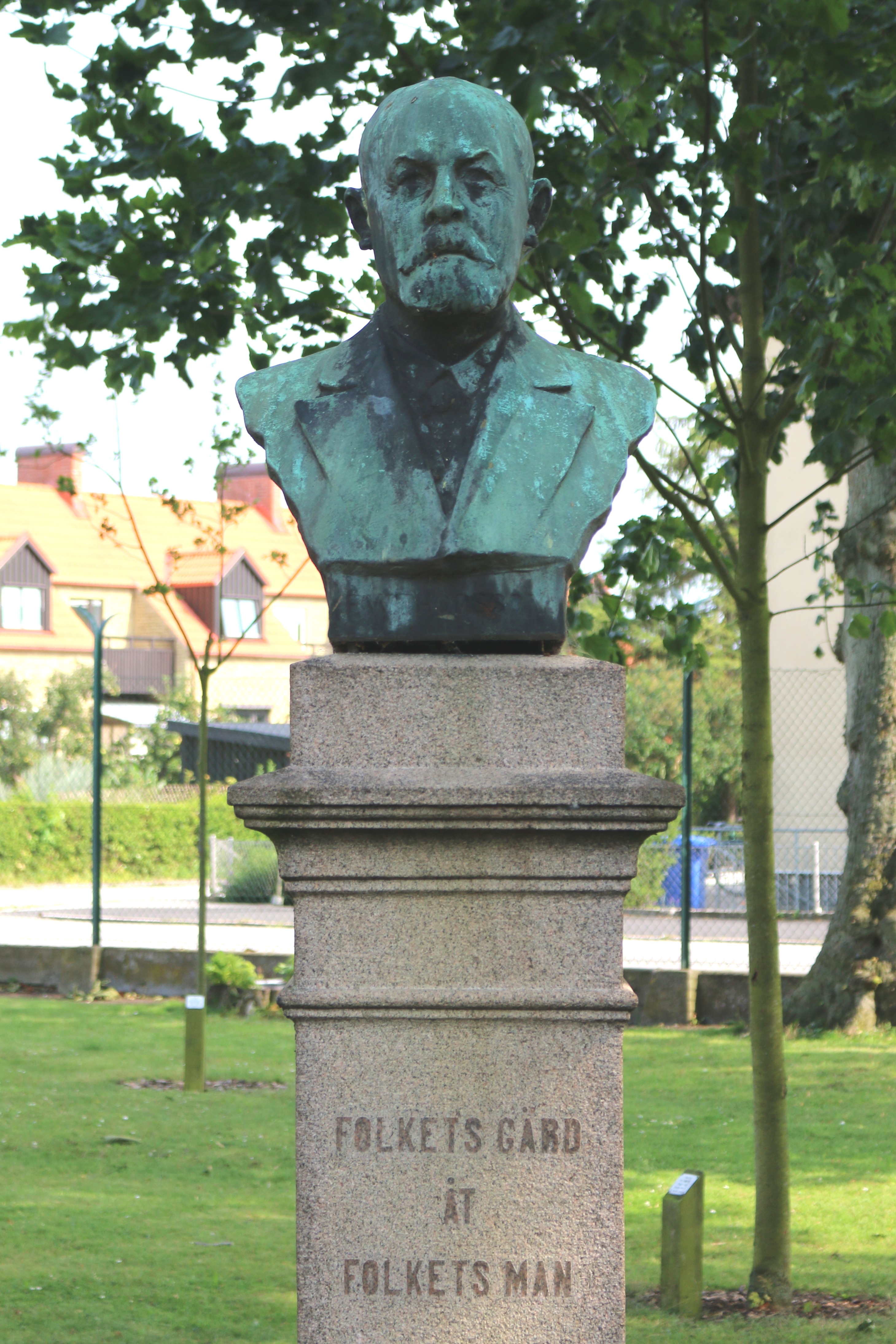
Byst av Sven Anderson i Surbrunnsparken i Ystad föreställande F.V. Thorsson.